# Damtjern
Damtjern est un petit lac établi à 452 mètres d'altitude et d'une superficie de 0,442 4 km2 situé danslazone forestière de Krokskogen dans la municipalité de Ringerike.

## Présentation
Le lac est un point de départ idéal pour des randonnées dans les bois, en été comme en hiver. Entre Stubbdal et Damtjern on trouve des vestiges de l'ancien Kjerraten i Asa, et le musée Kjerratmuseet où l'on peut voir comment l'ingénieur suédois  Samuel Bagge a réalisé concrètement le projet de Peder Anker.